# Jorge Enrique Alonso
Jorge Enrique Alonso Mantilla conosciuto come Jorge Alonso (Puente Castro, 25 settembre 1960) è un ex calciatore spagnolo di ruolo centrocampista.

## Carriera

### Club
Esordì tra i professionisti il 21 gennaio 1979 con la maglia del Real Valladolid, nella Segunda División, contro il Racing Ferrol e nella medesima partita, vinta per 7-1, segnò anche un gol. 
Nel 1980, allenato da Eusebio Ríos, ottenne la promozione nella Liga spagnola con il Valladolid.
Nel 1982, segnò il primo gol del Real Valladolid nel nuovo Stadio municipale José Zorrilla, costruito per i Mondiali ospitati dalla Spagna
Nel 1984, vinse la Copa de la Liga.
Nel 1987 lasciò il Real Valladolid per trasferirsi al Logroñés.

## Palmarès

### Club

#### Competizioni nazionali
- Copa de la Liga: 1

Real Valladolid: 1984
- Segunda División B: 1

Salamanca: 1991-1992